# ДК Енергетик
ДК Енергетик — український музичний гурт, що грає у стилі постпанк. У 2023 році гурт випустив два альбоми: «Юність» та «Шлях», а 2024 року представив свій третій альбом «Завтра». Гурт став лауреатом музичної премії «Muzvar Awards 2024».

## Історія
Гурт було засновано на початку 2022 року Яковом Марним (вокал), Всеволодом Шуткою (гітара) та Олександром «Фол» Фолянським (бас-гітара). До того, як утворити «ДК Енергетик», вони вже грали в інших проєктах: Яків — у рок-гурті «Марний», Всеволод — у MyInk, Фол — у My*17. Назва «ДК Енергетик» походить від однойменного палацу культури в місті Прип'яті, розташованому в Чорнобильській зоні відчуження.
Свій перший сингл — «Енергетик» — гурт випустив у лютому 2023 року. Того ж року «ДК Енергетик» випустив два студійні альбоми «Юність» та «Шлях».
Влітку 2024 року стало відомо, що пісня «Вулиця Схід» гурту звучатиме у відеогрі «S.T.A.L.K.E.R. 2: Серце Чорнобиля». Пізніше з'ясувалося, що до гри ввійшло ще п'ять композицій гурту. 20 вересня того ж року гурт видав свій третій студійний альбом «Завтра», презентація альбому відбулася 29 листопада на концерті в Києві. До цього, 25 листопада «ДК Енергетик» презентував музичне відео на пісню «Енергетик», роботу присвятили енергетикам, які загинули під час повномасштабного вторгнення. Відео знімали у Чорнобильській зоні відчуження.
11 грудня «ДК Енергетик» потрапив до довгого списку учасників національного відбору на пісенний конкурс «Євробачення 2025». Уже 20 грудня стало відомо, що гурт потрапив до фіналу нацвідбору з піснею «Сіль».
30 березня 2025 був відмінений концерт у Львові через мобілізацію вокаліста Якова Марного .

## Склад гурту
- Яків Марний — ведучий вокаліст
- Всеволод Шутка — гітара
- Олександр «Фол» Фолянський — бас-гітара

## Музичний стиль і вплив
У своїх ранніх роботах гурт прагнув передати атмосферу 90-х пострадянської України. Однак, останній їхній альбом «Завтра» – це рефлексія на сучасність.

## Дискографія

### Альбоми
- «Юність» (2023)
- «Шлях» (2023)
- «Завтра» (2024)

## Нагороди
| Рік  | Премія        | Номінація                                 | Результат | Примітка     | Дж.    |
| ---- | ------------- | ----------------------------------------- | --------- | ------------ | ------ |
| 2024 | Muzvar Awards | New Wave — Найкращі нові імена рок-музики | Перемога  | ДК Енергетик | [ 13 ] |